# Честер (округ Воррен, Нью-Йорк)
Честер (англ. Chester) — місто (англ. town) в США, в окрузі Воррен штату Нью-Йорк. Населення — 3086 осіб (2020).

## Демографія
Згідно з переписом 2010 року, у місті мешкало 3355 осіб у 1461 домогосподарстві у складі 978 родин. Було 2717 помешкань
Расовий склад населення:
| - 97,9 % — білих - 0,4 % — чорних або афроамериканців - 0,4 % — азіатів - 0,1 % — корінних американців |

До двох чи більше рас належало 0,8 %. Частка іспаномовних становила 1,5 % від усіх жителів.
За віковим діапазоном населення розподілялося таким чином: 18,7 % — особи молодші 18 років, 61,4 % — особи у віці 18—64 років, 19,9 % — особи у віці 65 років та старші. Медіана віку мешканця становила 48,1 року. На 100 осіб жіночої статі у місті припадало 99,5 чоловіків;  на 100 жінок у віці від 18 років та старших — 98,8 чоловіків також старших 18 років.
Середній дохід на одне домашнє господарство  становив 64 186 доларів США (медіана — 56 979), а середній дохід на одну сім'ю — 77 105 доларів (медіана — 68 594). Медіана доходів становила 41 548 доларів для чоловіків та 50 565 доларів для жінок. За межею бідності перебувало 14,2 % осіб, у тому числі 13,1 % дітей у віці до 18 років та 14,4 % осіб у віці 65 років та старших.
Цивільне працевлаштоване населення становило 1618 осіб. Основні галузі зайнятості: освіта, охорона здоров'я та соціальна допомога — 18,9 %, мистецтво, розваги та відпочинок — 18,8 %, будівництво — 13,3 %, роздрібна торгівля — 12,8 %.